# Italienische Meisterschaften im Skispringen 2004

Logo der Federazione Italiana Sport Invernali (Italienischer Wintersportverband)

Die italienischen Meisterschaften im Skispringen 2004 fanden am 17. August 2004 in Predazzo statt. Die Wettbewerbe wurden auf der Normalschanze im Stadio del Trampolino (K95) ausgetragen. Ausgetragen wurde die Meisterschaft vom Italienischen Wintersportverband und den Wintersportvereinen G.S. Fiamme Gialle und US Dolomitica. Parallel zu den Skisprungmeisterschaften fanden außerdem die Italienischen Meisterschaften in der Nordischen Kombination statt.

## Ergebnis
| Platz | Sportler            | Punkte |
| ----- | ------------------- | ------ |
| 1     | Stefano Chiapolino  | 251.5  |
| 2     | Andrea Morassi      | 245.5  |
| 3     | Alessio Bolognani   | 244.5  |
| 4     | Sebastian Colloredo | 235.5  |
| 5     | Giancarlo Adami     | 233.5  |
| 6     | Simone Lepre        | 225.0  |
| 7     | Flavio Fruch        | 221.5  |
| 8     | Jochen Strobl       | 220.0  |
| 9     | Giuseppe Michielli  | 213.5  |
|       | Davide Bresadola    | 213.5  |